# Curtain Call: The Hits
A Curtain Call Eminem válogatáslemeze és ötödik albuma. 2005. december 6-án jelent meg.

## Háttere
Az album 3 új dalt tartalmaz: "Fack", "Shake That" és "When I'm Gone". Az album címe a "visszatapsolást" jelenti (mikor a művész az előadás után már a függöny mögé megy, és visszatapsolják még egy meghajolás erejére). Borítója hasonló az Encore-éhoz, Eminem itt is meghajol, mikor a közönség már rózsákat dobált a színpadra.
A lemeznek (mint az Encore-nak) kétfajta kiadása van: egy sima, egy CD-s és egy "Deluxe Edition", amely bónusz CD-t is tartalmaz.
Az album egy másik változatában a "Fack" nem szerepel.

## Számlista
1. Intro – 0:34
2. Fack – 3:25
3. The Way I Am – 4:51
4. My Name Is – 4:28
5. Stan (Dido-val) – 6:44
6. Lose Yourself – 5:26
7. Shake That (Nate Dogg-gal) – 4:34
8. Sing for the Moment – 5:40
9. Without Me – 4:51
10. Like Toy Soldiers – 4:55
11. The Real Slim Shady – 4:44
12. Mockingbird – 4:11
13. Guilty Conscience (Dr. Dre-vel) – 3:20
14. Cleanin' Out My Closet – 4:59
15. Just Lose It – 4:08
16. When I'm Gone – 4:42
17. Stan (élőben Elton Johnnal a 2001-es Grammys gálán) – 6:20

### Deluxe változat bónusz CD
1. Dead Wrong (Remix) (The Notorious B.I.G. featuring Eminem) – 4:59
2. Role Model – 3:27
3. Kill You – 4:26
4. Shit on You (a D12-vel)– 5:29
5. Criminal – 5:15
6. Renegade (Jay-Z featuring Eminem) – 5:37
7. Just Don't Give a Fuck – 4:03

### iTunes promóciós számok
1. Bad Guys Always Die ("Wild Wild West" filmzene verzió) (featuring Dr. Dre) – 4:41
2. Bad Influence – 3:39
3. Get You Mad – 4:23